# John Chisum

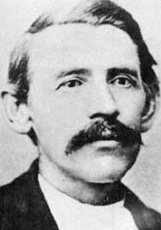
John Chisum

John Chisum (* 15. August 1824 in Madison County, Tennessee; † 20. Dezember 1884 in Eureka Springs, Arkansas) war ein US-amerikanischer Rinderbaron und Großgrundbesitzer.
Er erlangte vor allem durch seine Teilnahme am Lincoln-County-Rinderkrieg Berühmtheit. Er gilt auch als Pionier bei der Erschließung der Great Plains.

## Leben
Chisum wuchs in Madison County auf, bis die Familie 1837 nach Texas zog. Dort begann er als Bauunternehmer zu arbeiten und diente auch als Beamter des Lamar Countys.
Chisum begann sich 1854 der Rinderzucht zu widmen. Er gehörte zu den ersten, die ihre Herden in die offenen Weideflächen der Llano Estacado in New Mexico trieben. Chisum erwarb ein Stück Land am Pecos River und konnte seine Herde auf 100.000 Rinder heranwachsen lassen.
Er wurde zum Partner von Alexander McSween und John H. Tunstall, die im Lincoln-County-Rinderkrieg den Gegenpol zur durch den Santa Fe Ring kontrollierten Murphy-Dolan Store Company bildeten. Chisums genaue Rolle in diesem blutigen regionalen Wirtschaftskrieg ist jedoch unbekannt.
Anfang 1876 wurde „Rinderkönig“ (cattle king) Chisum bei einem Postkutschenüberfall in der Nähe von Silver City völlig (to the last nickle) ausgeraubt.

### Der Lincoln-County-Rinderkrieg
Die zentrale Person und das Opfer des Rinderkrieges war Billy the Kid, der, nachdem er aus New Mexico nach Lincoln County gekommen war, 1878 zuerst von Chisum für 5 US-Dollar pro Tag angeheuert worden war und daraufhin von John Tunstall eingestellt wurde. Nachdem Lewis Wallace gegen Ende der Auseinandersetzung zum Gouverneur von New Mexico ernannt worden war, erließ er eine Amnestie für alle Beteiligten. Billy the Kid jedoch sollte für den Mord an Sheriff William Brady verhaftet werden.
Billy konnte fliehen und wandte sich an Chisum. Er forderte die 500 US-Dollar, die ihm Chisum noch schulde. Da dieser sich jedoch weigerte, Billy das Geld auszuzahlen, drohte Billy, Chisums Rinder zu stehlen, bis er den Gegenwert der geforderten Schulden zusammen habe. Billy the Kid begann kurz darauf, mit seiner Bande Chisums Rinder und die anderer Züchter zu stehlen und wurde so zu einem Ärgernis für das gesamte County. Zeitgenössischen Zeitungsberichten zufolge soll er aus Rache drei von Chisums Cowboys bei einem Überfall kaltblütig erschossen haben, einen vierten habe er verschont, damit dieser Chisum Bericht erstatten und an seine Schulden erinnern könne.
1880 unterstützte Chisum Pat Garrett bei seiner Wahl zum Sheriff von Lincoln County. Garrett begann sofort mit der Jagd auf Billy the Kid und seine Komplizen, von denen er zwei erschoss und Billy und zwei weitere festnahm (Im weiteren Verlauf wurde Billy 1881 von Pat Garrett erschossen).
John Chisum starb am 20. Dezember 1884 in Eureka Springs, Arkansas, wohin er sich zur medizinischen Behandlung einer Krebserkrankung begeben hatte. Chisum war unverheiratet und überließ seinen Grundbesitz im damaligen Wert von 500.000 US-Dollar seinen Brüdern.

## Sonstiges
In dem Western Chisum, der 1970 von dem Regisseur Andrew V. McLaglen gedreht wurde, sind die erwähnten Rinderkriege Teil des Geschehens und bilden einen Teil der Länderkriege in Lincoln County ab.